# 이와쿠니시
이와쿠니시(일본어: 岩国市)는 일본 주고쿠 지방 서부, 야마구치현 동단에 있는 시이다.

## 개요
야마구치현 동단에 위치하며 오제강을 사이에 두고 히로시마현과 접하며, 히로시마현 히로시마시와 야마구치현 슈난시의 중간 지점(거리는 약 40~50km)이기도 하다. 명승인 긴타이교와 일본의 천연기념물인 이와쿠니 백사(흰 뱀)의 서식지로 알려져 있다. 또 히로시마시(히로시마현 서부)와 슈난시 등과 같이 세토우치 공업 지역의 일각을 담당하고 있다. 주고쿠 산지에서 발원해 히로시마만으로 흘러드는 니시키가와강이 만든 삼각주상의 이와쿠니 비행장에는 주일미군(해병대)과 자위대(해상자위대)의 기지가 존재한다.
산요 본선과 산요 자동차도·국도 2호선 등 간선 교통망이 시를 동서로 가로지르고 이전에는 국제공항인 이와쿠니 비행장과 이와쿠니항, 산요 신칸센 신이와쿠니역, 제3섹터 철도인 니시키가와 철도를 포함해 교통 운행상의 중요 지점이 되고 있다. 관광 도시의 측면도 있어 긴타이교·이와쿠니성을 중심으로 시내 각 관광지에는 연간 약 400만 명의 관광객이 방문한다.

## 지리
야마구치현 동단에 위치한다. 시의 중앙을 횡단하는 것처럼 이와쿠니 단층대가 지난다.

## 인접하는 자치체
- 야마구치현
  - 히카리시
  - 야나이시
  - 슈난시
  - 구가군 와키정
  - 구마게군 다부세정

- 히로시마현
  - 오타케시
  - 하쓰카이치시

- 시마네현
  - 마스다시
  - 가노아시군 요시카정

## 역사

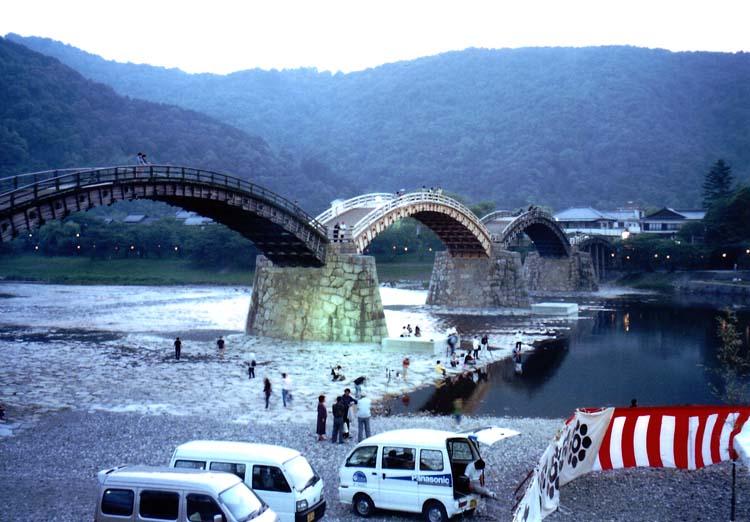
긴타이교

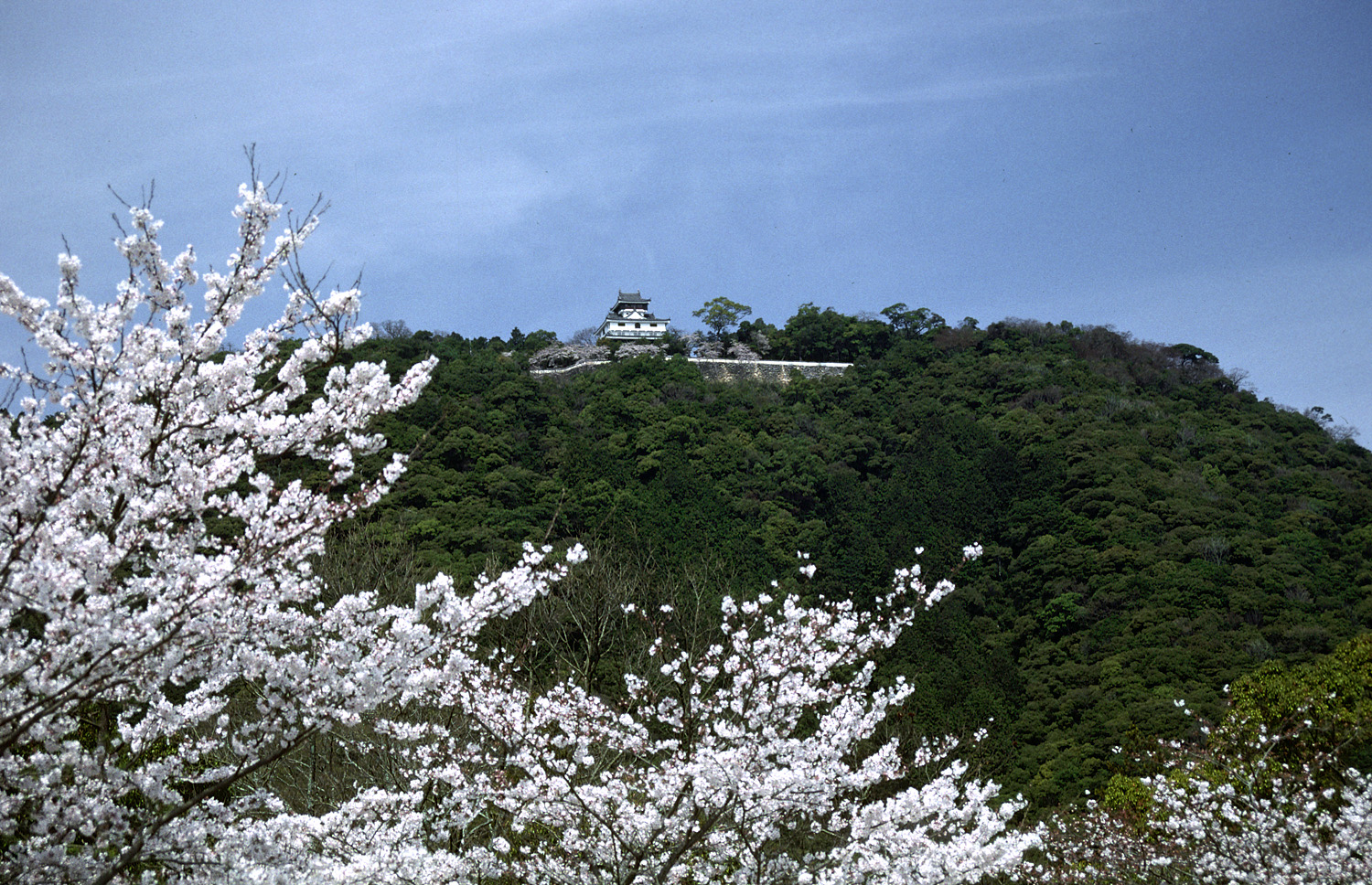
이와쿠니성

구 이와쿠니시는 에도 시대에는 깃카와씨가 통치하는 이와쿠니번의 성시였다. 북부는 농업, 임업, 예전에는 광산 마을로 번창했다.
- 1940년 4월 1일 - 구가군 이와쿠니정, 마리후정, 가와시모촌, 아타고촌, 나다촌이 합병하여 시로 승격해 이와쿠니시가 되었다.
- 1955년 4월 1일 - 구가군의 7개 촌을 편입하였다.
- 2006년 3월 20일 - 구 이와쿠니시, 구가군 구가정, 슈토정, 유정, 미와정, 니시키정, 미카와정, 혼고촌이 합병해 새로운 이와쿠니시가 되었다.

## 교통

### 철도
- 서일본 여객철도
  - 산요 신칸센
  - 산요 본선
  - 간토쿠선

- 니시키가와 철도
  - 니시키가와세이류선

### 도로
- 산요 자동차도
- 주고쿠 자동차도
- 국도 제2호선
- 국도 제187호선
- 국도 제188호선
- 국도 제189호선
- 국도 제376호선 (일본)(일본어판)
- 국도 제434호선 (일본)(일본어판)
- 국도 제437호선 (일본)(일본어판)

## 관광
- 이와쿠니성
- 긴타이교

## 인구
| 연도                          | 인구    | ±%    |
| ----------------------------- | ------- | ----- |
| 1950                          | 149,965 | —     |
| 1955                          | 162,518 | +8.4% |
| 1960                          | 165,498 | +1.8% |
| 1965                          | 162,015 | −2.1% |
| 1970                          | 157,338 | −2.9% |
| 1975                          | 161,103 | +2.4% |
| 1980                          | 163,692 | +1.6% |
| 1985                          | 161,682 | −1.2% |
| 1990                          | 158,293 | −2.1% |
| 1995                          | 156,347 | −1.2% |
| 2000                          | 153,985 | −1.5% |
| 2005                          | 149,702 | −2.8% |
| 2010                          | 143,888 | −3.9% |
| 2015                          | 136,757 | −5.0% |
| 2020                          | 129,125 | −5.6% |
| Iwakuni population statistics |         |       |

## 기후
| 이와쿠니시의 기후                                            | 이와쿠니시의 기후 | 이와쿠니시의 기후 | 이와쿠니시의 기후 | 이와쿠니시의 기후 | 이와쿠니시의 기후 | 이와쿠니시의 기후 | 이와쿠니시의 기후 | 이와쿠니시의 기후 | 이와쿠니시의 기후 | 이와쿠니시의 기후 | 이와쿠니시의 기후 | 이와쿠니시의 기후 | 이와쿠니시의 기후 |
| 월                                                           | 1월               | 2월               | 3월               | 4월               | 5월               | 6월               | 7월               | 8월               | 9월               | 10월              | 11월              | 12월              | 연간              |
| ------------------------------------------------------------ | ----------------- | ----------------- | ----------------- | ----------------- | ----------------- | ----------------- | ----------------- | ----------------- | ----------------- | ----------------- | ----------------- | ----------------- | ----------------- |
| 역대 최고 기온 °C (°F)                                       | 18.6 (65.5)       | 21.4 (70.5)       | 24.5 (76.1)       | 29.7 (85.5)       | 32.8 (91.0)       | 34.4 (93.9)       | 36.7 (98.1)       | 37.8 (100.0)      | 36.1 (97.0)       | 31.3 (88.3)       | 25.8 (78.4)       | 21.3 (70.3)       | 37.8 (100.0)      |
| 일평균 최고 기온 °C (°F)                                     | 9.0 (48.2)        | 9.9 (49.8)        | 13.5 (56.3)       | 19.0 (66.2)       | 23.7 (74.7)       | 26.4 (79.5)       | 30.5 (86.9)       | 31.9 (89.4)       | 28.1 (82.6)       | 22.6 (72.7)       | 16.8 (62.2)       | 11.4 (52.5)       | 20.2 (68.4)       |
| 일일 평균 기온 °C (°F)                                       | 4.2 (39.6)        | 4.9 (40.8)        | 8.2 (46.8)        | 13.4 (56.1)       | 18.1 (64.6)       | 21.8 (71.2)       | 25.9 (78.6)       | 26.9 (80.4)       | 23.1 (73.6)       | 17.3 (63.1)       | 11.4 (52.5)       | 6.3 (43.3)        | 15.1 (59.2)       |
| 일평균 최저 기온 °C (°F)                                     | 0.1 (32.2)        | 0.5 (32.9)        | 3.1 (37.6)        | 8.0 (46.4)        | 12.9 (55.2)       | 17.9 (64.2)       | 22.3 (72.1)       | 23.0 (73.4)       | 19.0 (66.2)       | 12.7 (54.9)       | 6.9 (44.4)        | 2.1 (35.8)        | 10.7 (51.3)       |
| 역대 최저 기온 °C (°F)                                       | −7.1 (19.2)       | −8.3 (17.1)       | −5.0 (23.0)       | −1.1 (30.0)       | 3.4 (38.1)        | 9.3 (48.7)        | 14.8 (58.6)       | 15.8 (60.4)       | 7.5 (45.5)        | 2.0 (35.6)        | −1.1 (30.0)       | −5.2 (22.6)       | −8.3 (17.1)       |
| 평균 강수량 mm (인치)                                        | 54.3 (2.14)       | 79.9 (3.15)       | 145.6 (5.73)      | 172.8 (6.80)      | 187.5 (7.38)      | 274.1 (10.79)     | 292.1 (11.50)     | 154.9 (6.10)      | 182.4 (7.18)      | 113.7 (4.48)      | 77.5 (3.05)       | 62.5 (2.46)       | 1,781.4 (70.13)   |
| 평균 강수일수 (≥ 1.0 mm)                                     | 6.2               | 7.3               | 9.7               | 9.3               | 9.4               | 11.8              | 11.0              | 8.5               | 8.9               | 6.8               | 6.4               | 6.4               | 101.7             |
| 평균 월간 일조시간                                           | 153.7             | 150.3             | 181.3             | 204.4             | 220.8             | 151.8             | 176.2             | 217.8             | 167.0             | 179.8             | 159.4             | 156.5             | 2,127.2           |
| 출처: 일본 기상청 (평년값: 1991년~2020년, 극값: 1977년~현재) |                   |                   |                   |                   |                   |                   |                   |                   |                   |                   |                   |                   |                   |

## 자매 도시
- 일본 돗토리현 돗토리시
- 미국 워싱턴주 에버렛
- 중화인민공화국 장쑤성 타이창시